# 第二上托克马克
47°13′9″N 36°18′45″E / 47.21917°N 36.31250°E
第二上托克馬克（烏克蘭語：Верхній Токмак Другий）是位於烏克蘭東南部的乡村居民点，由扎波羅熱州別爾江斯克區的切爾尼希夫卡市鎮負責管轄。該村處於瑟瑟庫拉克河左岸，始建於1898年，面積0.43平方公里，海拔高度205米，2001年人口68。